# توسکلا، میشیگان
توسکلا ، میشیگان (به انگلیسی: Tuscola Township, Michigan) یک منطقهٔ مسکونی در ایالات متحده آمریکا است که در میشیگان واقع شده‌است.

## خصوصیات
توسکلا ۸۵٫۶ کیلومترمربع مساحت و ۲٬۱۵۲ نفر جمعیت دارد و ۲۰۸ متر بالاتر از سطح دریا واقع شده‌است.